# Brachymeria euploeae
Brachymeria euploeae (лат.) — вид мелких хальциноидных наездников рода Brachymeria из семейства Chalcididae. Юго-Восточная Азия (в том числе, Вьетнам, Индия), Австралия, США.

## Описание
Мелкие перепончатокрылые хальциды, длина 4,4 мм. Отличается брюшком округлой формы. Основная окраска чёрная (ноги с желтоватыми отметинами; задние бёдра в основном чёрные). Внешний вентральный край задних бёдер с 12 зубцами. Усики 13-члениковые. Лапки 5-члениковые. Грудь выпуклая. Задние бёдра утолщённые и вздутые.
Гиперпаразитоиды на куколках различных бабочек (Lepidoptera), в том числе на Arctiidae, Bombycidae, Drepanidae, Gelechiidae, Geometridae, Hesperiidae, Hyblaeidae, Lasiocampidae; Limacodidae; Lycaenidae, Lymantriidae, Noctuidae, Notodontidae, Nymphalidae, Oecophoridae, Pieridae, Psychidae, Pyralidae, Tortricidae and Zygaenidae), заражённых перепончатокрылыми Hymenoptera (наездниками Braconidae или Ichneumonidae) или двукрылыми Diptera (Tachinidae).
Вид был впервые описан в 1837 году под первоначальным названием Chalcis euploeae Westwood, 1837, а его валидный статус подтверждён в 2016 году индийским энтомологом академиком Текке Куруппате Нарендраном (Narendran T.C.; Zoological Survey Of India, Калькутта, Индия) и голландским гименоптерологом К. ван Ахтенбергом (Cornelis van Achterberg; Naturalis, Лейден, Нидерланды) по материалам из Вьетнама.